# Ciclisme als Jocs Olímpics d'estiu de 2016 - Velocitat individual femenina
La prova de velocitat individual femenina dels Jocs Olímpics de Rio de Janeiro 2016 es disputà entre el 14 i 16 d'agost al Velòdrom Olímpic de Rio.
La prova va ser guanyada per l'alemanya Kristina Vogel. La plata se l'emportà la britànica Rebecca James i la seva compatriota Katy Marchant aconseguí el bronze.

## Medallistes
| Or                   | Plata               | Bronze              |
| Kristina Vogel (GER) | Rebecca James (GBR) | Katy Marchant (GBR) |

## Qualificació
Els divuit millors temps es qualifiquen per a la següent ronda.
| Posició | Ciclistes                 | Temps  |
| ------- | ------------------------- | ------ |
| 1       | Becky James (GBR)         | 10.721 |
| 2       | Katy Marchant (GBR)       | 10.787 |
| 3       | Lee Wai Sze (HKG)         | 10.800 |
| 4       | Elis Ligtlee (NED)        | 10.803 |
| 5       | Zhong Tianshi (CHN)       | 10.820 |
| 6       | Kristina Vogel (GER)      | 10.865 |
| 7       | Natasha Hansen (NZL)      | 10.871 |
| 8       | Stephanie Morton (AUS)    | 10.875 |
| 9       | Anna Meares (AUS)         | 10.947 |
| 10      | Simona Krupeckaitė (LTU)  | 10.978 |
| 11      | Anastasia Voynova (RUS)   | 10.985 |
| 12      | Kate O'Brien (CAN)        | 11.020 |
| 13      | Laurine van Riessen (NED) | 11.023 |
| 14      | Miriam Welte (GER)        | 11.038 |
| 15      | Gong Jinjie (CHN)         | 11.068 |
| 16      | Virginie Cueff (FRA)      | 11.099 |
| 17      | Monique Sullivan (CAN)    | 11.143 |
| 18      | Olga Ismayilova (AZE)     | 11.152 |
| 19      | Tania Calvo (ESP)         | 11.162 |
| 20      | Lisandra Guerra (CUB)     | 11.171 |
| 21      | Fatehah Mustapa (MAS)     | 11.207 |
| 22      | Daria Shmeleva (RUS)      | 11.230 |
| 23      | Olivia Podmore (NZL)      | 11.315 |
| 24      | Juliana Gaviria (COL)     | 11.505 |
| 25      | Sandie Clair (FRA)        | 11.517 |
| 26      | Helena Casas (ESP)        | 11.707 |
| 27      | Ebtissam Mohamed (EGY)    | 11.920 |

## Setzens de final
El millor de cada sèrie passa a la següent ronda.
| Nom                   | Temps  | Velocitat mitjana(km/h) |
| --------------------- | ------ | ----------------------- |
| Becky James (GBR)     | 11.367 | 63.285                  |
| Olga Ismayilova (AZE) | +0.165 | +0.165                  |

| Nom                    | Temps  | Velocitat mitjana(km/h) |
| ---------------------- | ------ | ----------------------- |
| Katy Marchant (GBR)    | 11.499 | 62.614                  |
| Monique Sullivan (CAN) | +0.150 | +0.150                  |

| Nom                  | Temps  | Velocitat mitjana(km/h) |
| -------------------- | ------ | ----------------------- |
| Lee Wai Sze (HKG)    | 11.355 | 63.408                  |
| Virginie Cueff (FRA) | +0.089 | +0.089                  |

| Nom                | Temps  | Velocitat mitjana(km/h) |
| ------------------ | ------ | ----------------------- |
| Elis Ligtlee (NED) | 11.425 | 63.019                  |
| Gong Jinjie (CHN)  | +0.104 | +0.104                  |

| Nom                 | Temps  | Velocitat mitjana(km/h) |
| ------------------- | ------ | ----------------------- |
| Zhong Tianshi (CHN) | 11.310 | 63.660                  |
| Miriam Welte (GER)  | +0.499 | +0.499                  |

| Nom                       | Temps  | Velocitat mitjana(km/h) |
| ------------------------- | ------ | ----------------------- |
| Kristina Vogel (GER)      | 11.279 | 63.835                  |
| Laurine van Riessen (NED) | +0.179 | +0.179                  |

| Nom                  | Temps  | Velocitat mitjana(km/h) |
| -------------------- | ------ | ----------------------- |
| Natasha Hansen (NZL) | 11.400 | 63.157                  |
| Kate O'Brien (CAN)   | +0.183 | +0.183                  |

| Nom                     | Temps  | Velocitat mitjana(km/h) |
| ----------------------- | ------ | ----------------------- |
| Anastasia Voynova (RUS) | 11.503 | 62.592                  |
| Stephanie Morton (AUS)  | +0.097 | +0.097                  |

| Cursa 9 \| Nom \| Temps \| Velocitat mitjana(km/h) \| \| ------------------------ \| ------ \| ----------------------- \| \| Simona Krupeckaitė (LTU) \| 11.308 \| 63.671 \| \| Anna Meares (AUS) \| +0.408 \| +0.408 \| |        |                         |
| Nom | Temps  | Velocitat mitjana(km/h) |
| Simona Krupeckaitė (LTU) | 11.308 | 63.671                  |
| Anna Meares (AUS) | +0.408 | +0.408                  |

## Primera repesca
Els ciclistes no classificats tornen a competir. El millor de cada cursa passa a la següent ronda.
| Nom                       | Temps  | Velocitat mitjana(km/h) |
| ------------------------- | ------ | ----------------------- |
| Anna Meares (AUS)         | 11.716 | 61.454                  |
| Olga Ismayilova (AZE)     | +0.065 | +0.065                  |
| Laurine van Riessen (NED) | +0.072 | +0.072                  |

| Nom                    | Temps  | Velocitat mitjana(km/h) |
| ---------------------- | ------ | ----------------------- |
| Miriam Welte (GER)     | 11.466 | 62.794                  |
| Kate O'Brien (CAN)     | +0.061 | +0.061                  |
| Monique Sullivan (CAN) | +0.154 | +0.154                  |

| Cursa 3 \| Nom \| Temps \| Velocitat mitjana(km/h) \| \| ---------------------- \| ------ \| ----------------------- \| \| Virginie Cueff (FRA) \| 11.496 \| 62.630 \| \| Stephanie Morton (AUS) \| +0.012 \| +0.012 \| \| Gong Jinjie (CHN) \| +0.188 \| +0.188 \| |        |                         |
| Nom | Temps  | Velocitat mitjana(km/h) |
| Virginie Cueff (FRA) | 11.496 | 62.630                  |
| Stephanie Morton (AUS) | +0.012 | +0.012                  |
| Gong Jinjie (CHN) | +0.188 | +0.188                  |

## Vuitens de final
El millor de cada sèrie passa a la següent ronda.
| Nom                  | Temps  | Velocitat mitjana(km/h) |
| -------------------- | ------ | ----------------------- |
| Becky James (GBR)    | 11.375 | 63.296                  |
| Virginie Cueff (FRA) | +0.037 | +0.037                  |

| Nom                 | Temps  | Velocitat mitjana(km/h) |
| ------------------- | ------ | ----------------------- |
| Katy Marchant (GBR) | 12.247 | 58.789                  |
| Miriam Welte (GER)  | +0.343 | +0.343                  |

| Nom               | Temps  | Velocitat mitjana(km/h) |
| ----------------- | ------ | ----------------------- |
| Lee Wai Sze (HKG) | 11.551 | 62.332                  |
| Anna Meares (AUS) | +0.081 | +0.081                  |

| Nom                      | Temps  | Velocitat mitjana(km/h) |
| ------------------------ | ------ | ----------------------- |
| Elis Ligtlee (NED)       | 11.360 | 63.380                  |
| Simona Krupeckaitė (LTU) | +0.025 | +0.025                  |

| Nom                     | Temps  | Velocitat mitjana(km/h) |
| ----------------------- | ------ | ----------------------- |
| Anastasia Voynova (RUS) | 11.271 | 63.880                  |
| Zhong Tianshi (CHN)     | +0.001 | +0.001                  |

| Nom                  | Temps  | Velocitat mitjana(km/h) |
| -------------------- | ------ | ----------------------- |
| Kristina Vogel (GER) | 11.197 | 64.302                  |
| Natasha Hansen (NZL) | +0.092 | +0.092                  |

## Segona repesca
Els ciclistes no classificats tornen a competir. El millor de cada cursa passa a la següent ronda.
| Nom                      | Temps  | Velocitat mitjana(km/h) |
| ------------------------ | ------ | ----------------------- |
| Simona Krupeckaitė (LTU) | 11.614 | 61.994                  |
| Virginie Cueff (FRA)     | +0.001 | +0.001                  |
| Natasha Hansen (NZL)     | +0.150 | +0.150                  |

| Nom                 | Temps  | Velocitat mitjana(km/h) |
| ------------------- | ------ | ----------------------- |
| Zhong Tianshi (CHN) | 11.557 | 62.299                  |
| Anna Meares (AUS)   | +0.082 | +0.082                  |
| Miriam Welte (GER)  | +1.766 | +1.766                  |

## Quarts de final
Cada enfrontament és al millor de tres curses. El millor de cada sèrie passa a la següent ronda.
| Nom                 | Temps (Cursa 1) | Temps (Cursa 2) |
| ------------------- | --------------- | --------------- |
| Becky James (GBR)   | 11.289          | 11.243          |
| Zhong Tianshi (CHN) | +0.025          | +0.016          |

| Nom                  | Temps (Cursa 1) | Temps (Cursa 2) |
| -------------------- | --------------- | --------------- |
| Kristina Vogel (GER) | 11.230          | 11.373          |
| Lee Wai Sze (HKG)    | +0.044          | +0.189          |

| Nom                      | Temps (Cursa 1) | Temps (Cursa 2) |
| ------------------------ | --------------- | --------------- |
| Katy Marchant (GBR)      | 11.225          | 11.342          |
| Simona Krupeckaitė (LTU) | +1.139          | +0.232          |

| Nom                     | Temps (Cursa 1) | Temps (Cursa 2) |
| ----------------------- | --------------- | --------------- |
| Elis Ligtlee (NED)      | 11.405          | 11.391          |
| Anastasia Voynova (RUS) | +0.033          | +0.007          |

## Semifinals
Cada enfrontament és al millor de tres curses. El millor de cada sèrie passa a la final.
| Nom                | Temps (Cursa 1) | Temps (Cursa 2) |
| ------------------ | --------------- | --------------- |
| Becky James (GBR)  | 11.246          | 10.970          |
| Elis Ligtlee (NED) | +0.038          | +0.400          |

| Nom                  | Temps (Cursa 1) | Temps (Cursa 2) |
| -------------------- | --------------- | --------------- |
| Kristina Vogel (GER) | 11.302          | 11.153          |
| Katy Marchant (GBR)  | +0.065          | +0.089          |

## Finals
Els enfrontaments per les medalles és al millor de tres curses.
| Nom                  | Temps (Cursa 1) | Temps (Cursa 2) | Posició |
| -------------------- | --------------- | --------------- | ------- |
| Kristina Vogel (GER) | 11.237          | 11.312          | 1       |
| Becky James (GBR)    | +0.016          | +0.004          | 2       |

| Nom                 | Temps (Cursa 1) | Temps (Cursa 2) | Posició |
| ------------------- | --------------- | --------------- | ------- |
| Katy Marchant (GBR) | 11.237          | 11.424          | 3       |
| Elis Ligtlee (NED)  | +0.087 \|       | +0.007          | 4       |

| Nom                      | Temps  | Velocitat mitjana(km/h) | Posició |
| ------------------------ | ------ | ----------------------- | ------- |
| Zhong Tianshi (CHN)      | 11.197 | 64.302                  | 5       |
| Lee Wai Sze (HKG)        | +0.005 | +0.005                  | 6       |
| Simona Krupeckaitė (LTU) | +0.203 | +0.203                  | 7       |
| Anastasia Voynova (RUS)  | +0.353 | +0.353                  | 8       |

| Nom                  | Temps  | Velocitat mitjana(km/h) | Posició |
| -------------------- | ------ | ----------------------- | ------- |
| Natasha Hansen (NZL) | 11.795 | 61.042                  | 9       |
| Anna Meares (AUS)    | +0.068 | +0.068                  | 10      |
| Miriam Welte (GER)   | +0.174 | +0.174                  | 11      |
| Virginie Cueff (FRA) | +0.181 | +0.181                  | 12      |